# Gantömörijn Daszdawaa
Gantömörijn Daszdawaa (mong. Гантөмөрийн Дашдаваа; ur. 8 stycznia 1981) – mongolski judoka. Dwukrotny olimpijczyk. Zajął dziewiąte miejsce w Pekinie 2008 i odpadł w eliminacjach w Atenach 2004. Walczył w wadze półlekkiej i lekkiej. 
Uczestnik mistrzostw świata w 2003 i 2005. Startował w Pucharze Świata w latach 2004 i 2008-2010. Brązowy medalista igrzysk azjatyckich w 2002. Zdobył trzy medale mistrzostw Azji w latach 2003 - 2008.

## Letnie Igrzyska Olimpijskie 2004
| Konkurencja | Eliminacje                  | Eliminacje               | Repasaże              | Klas. końcowa |
| Konkurencja | Przeciwnik I                | Przeciwnik II            | Przeciwnik I          | Miejsce       |
| ----------- | --------------------------- | ------------------------ | --------------------- | ------------- |
| 66 kg       | Giorgi Wazagaszwili (GRE) Z | Masato Uchishiba (JPN) P | Jorge Lencina (ARG) P | 2 runda.      |

## Letnie Igrzyska Olimpijskie 2008
| Konkurencja | Eliminacje         | Eliminacje                    | Eliminacje          | Repasaże                | Klas. końcowa |
| Konkurencja | Przeciwnik I       | Przeciwnik II                 | 1/4                 | Przeciwnik I            | Miejsce       |
| ----------- | ------------------ | ----------------------------- | ------------------- | ----------------------- | ------------- |
| 73 kg       | Ryan Reser (USA) Z | Krzysztof Wiłkomirski (POL) Z | Ali Malumat (IRI) P | Yūsuke Kanamaru (JPN) P | 9.            |